# Bapska
Bapska je naselje u Republici Hrvatskoj, u sastavu Grada Iloka, Vukovarsko-srijemska županija. 

## Povijest
Bapska je naselje bogato poviješću. Najstarije poznato naseljavanje Bapske datira iz razdoblja kasnog neolitika, na položaju udaljenom oko jednog kilometra prema jugu od središta današnjeg sela, poznatom pod imenom Gradac (Čarat). Gradac je prapovijesni tel (višeslojno naselje), drugi po dubini slojeva u Hrvatskoj koji iznose oko 5 metara antropogenih slojeva (najdublji tel je Sarvaš kod Osijeka s preko 8 metara). Najstariji do sada potvrđeni poznati datum smješta život u naselju u oko 4.700. godinu prije Krista. Iako je ovo najstariji do sada potvrđeni datum dobiven radiokarbonskom analizom, za očekivati je da će vrijeme osnutka toga naselja biti znatno bliže početku 6. tisućljeća prije Krista (5.000. god.), što Bapsku stavlja u jedno od najstarijih kontinuirano naseljenih mjesta u Hrvatskoj.

## Povijest istraživanja neolitičkog naselja Gradac
Neolitičko naselje poznato je još iz 1870-ih godina kada je seoski učitelj Mato Epner sa svojim učenicima obilazio naselje, skupljao materijal i slao ga u tadašnji Narodni muzej u Zagrebu (danas Arheološki muzej u Zagrebu). Prva istraživanja poduzeo je dr. Josip Hoffiller na istočnoj padini naselja 1911. godine, no ona su bila manjeg volumena i koliko je poznato, nisu dosegla najstarije slojeve. Nakon njega lokalitet istražuje prof. Robert Rudolf Schmidt, poznati njemački arheolog (Sveučilište u Tuebingenu), koji je u Bapsku stigao nakon svojih glasovitih iskopavanja na Vučedolu (otkrivač Vučedolske golubice), te unatoč vlastitim očekivanjima, na lokalitetu u više navrata, radio do osvita Drugog svjetskog rata. Ta su istraživanja posebno važna jer je materijal (nalazi) iz Bapske objavljen u njegovoj monografiji Die Burg Vučedol (Zagreb, 1945.) i time je Bapsku upoznala šira europska arheološka znanost. Kao student arheologije na lokalitetu radi i prof. Vladimir Milojčić koji će kasnije kao jedan od najugledniih tadašnjih europskih arheologa, u svojoj knjizi "Chronologie der jüngeren Steinzeit Mittel- und Südosteuropas postaviti Bapsku kao izniman lokalitet za kronologiju neolitika istočnog dijela kontinentalne Hrvatske. Sljedeća istraživanja obavio je profesor na zagrebačkom sveučilištu, arheolog prof. Stojan Dimitrijević ljeti 1964. godine. Međutim, lokalitet je smješten blizu lovišta i ljetnikovca predsjednika tadašnje Jugoslavije Josipa Broza Tita i radovi u njegovoj blizini predstavljali su "prijetnju nacionalnoj sigurnosti" stoga istraživanja nisu nastavljena, što je kao činjenica otkriveno tek nedavno zahvaljujući podacima koji su prikupljeni u razgovorima s današnjim stanovnicima Bapske. Ipak, Dimitrijević je iskopao dovoljno elemenata da temeljem redosjeda slojeva u naselju kreira kronološku sekvencu koja se još uvijek koristi kao osnovna vremenska lenta kasnog neolitika istočne Hrvatske. Nakon tih iskopavanja, arheološki alat u Bapskoj "miruje" sve do 2007. godine kada Odsjek za arheologiju, Filozofskog fakulteta Sveučilišta u Zagrebu započinje s istraživanjima koja traju i danas. 

## Stanovništvo
Prema popisu stanovništva iz 2001. godine, naselje je imalo 1313 stanovnika te 407 obiteljskih kućanstava.
| broj stanovnika | 1090  | 1275  | 1256  | 1447  | 1504  | 1642  | 1784  | 1752  | 1769  | 1784  | 1948  | 1944  | 1699  | 1624  | 1313  | 928   | 658   |
|                 | 1857. | 1869. | 1880. | 1890. | 1900. | 1910. | 1921. | 1931. | 1948. | 1953. | 1961. | 1971. | 1981. | 1991. | 2001. | 2011. | 2021. |

## Šport
- NK Hajduk Bapska